# فهرست مدیران باشگاه فوتبال پرسپولیس تهران
این صفحه شامل فهرستی از مدیران باشگاه فرهنگی ورزشی پرسپولیس تهران از آغاز تاسیس آن در سال ۱۳۴۲ تاکنون است. هم اکنون رضا درویش از سال ۱۴۰۰ مدیرعامل باشگاه پرسپولیس تهران است.

## پیشینه
باشگاه فرهنگی ورزشی پرسپولیس در دی‌ماه سال ۱۳۴۲ به‌دست علی عبدُه بنیان‌گذاری شد. باشگاه ابتدا در بولینگ و چند ورزش دیگر فعال بود (بولینگ عبده) و یک تیم فوتبال در دسته دوم تهران داشت. در آن سو، و در تاریخ ۱۸ تیر ۱۳۴۶؛ باشگاه شاهین که در دهه ۱۳۴۰ بازیکنان زیادی در تیم ملی ایران داشت و در میان مردم محبوب بود، به دستور سازمان ورزش و تفریحات ایران رسماً منحل شد. با رایزنی‌های عبده با پرویز دهداری (مربی شاهین) و امیرمسعود برومند (سرپرست شاهین)، بیشتر بازیکنان باشگاه شاهین به پرسپولیس پیوستند و باعث شهرت و محبوبیت آن شدند. دهداری مربی و برومند سرپرست پرسپولیس شدند و باشگاه توانست در مسابقات رده‌بندی دسته‌های کشور در گروه خود اول شود و به بالاترین دسته لیگ فوتبال ایران راه یابد. آن‌ها در مسابقات قهرمانی آسیا (مسابقاتی که میان تیم‌های ایرانی برای شرکت در جام باشگاه‌های آسیا برگزار شد) نیز قهرمان شدند و به‌عنوان نخستین نماینده ایران به جام باشگاه‌های آسیا رفتند.

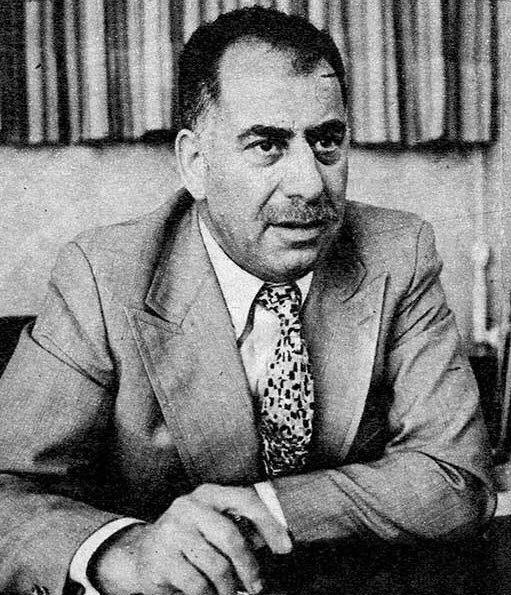
علی عبده بنیانگذار باشگاه پرسپولیس

#### پس از انقلاب ایران
پس از انقلاب، باشگاه تحت تأثیر آن قرار گرفت و لیگ کشوری فوتبال ایران منحل شد. بسیاری از بازیکنان تیم عوض شدند، اما توانستند در جام شهید اسپندی (۱۳۵۸) قهرمان شوند. با آغاز جنگ ایران و عراق و دهه ۱۳۶۰، لیگ فوتبال سراسری ایران همچنان تعطیل بود (تا سال ۱۳۶۸ که جام قدس برگزار گردید) و پرسپولیس تنها در لیگ فوتبال استان تهران شرکت می‌کرد.
در این دوران کش و قوس های فراوانی در مدیریت تیم بین دستگاه های مختلف وجود داشت.
بیشترین درگیری میان بنیاد مستضعفان انقلاب اسلامی و سازمان تربیت بدنی بود. که در دهه ۱۳۷۰ سازمان تربیت بدنی مالک تیم شد.
با آغاز دهه ۱۳۹۰ در دوره مدیریت محمدحسین نژادفلاح  با حضور برانکو ایوانکوویچ سرمربی سابق تیم ملی ایران پرسپولیس از انسجام و پایداری برخوردار شد و همین نقطه آغازی بر پیروزی ها و موفقیت این تیم شد که حتی با رفتن برانکو و آغاز دهه ۱۴۰۰ نیز ادامه یافته است. در طول این مدت پرسپولیس دوبار نائب قهرمان لیگ قهرمانان آسیا  و پنج دور متوالی قهرمانی لیگ برتر فوتبال ایران دست یافت.

## فهرست
راهنما
- نشان‌گر آن است که سرپرست موقت بود و مدیرعامل نشد.
- در بخش افتخارات تنها جام‌های رسمی کسب شده در دوران مدیریت هر مدیرعامل ذکر شده‌اند.

| فهرست مدیران باشگاه فوتبال پرسپولیس تهران                        | فهرست مدیران باشگاه فوتبال پرسپولیس تهران | فهرست مدیران باشگاه فوتبال پرسپولیس تهران | فهرست مدیران باشگاه فوتبال پرسپولیس تهران | فهرست مدیران باشگاه فوتبال پرسپولیس تهران                                                            | فهرست مدیران باشگاه فوتبال پرسپولیس تهران | فهرست مدیران باشگاه فوتبال پرسپولیس تهران |
| #                                                                | نام                                       | از                                        | تا                                        | افتخارات                                                                                             |                                           |                                           |
| ---------------------------------------------------------------- | ----------------------------------------- | ----------------------------------------- | ----------------------------------------- | --- | ----------------------------------------- | ----------------------------------------- |
| ۱                                                                | علی عبده                                  | دی ۱۳۴۶                                   | ۱۳۵۷                                      | - جام منطقه‌ای ایران : ۱۳۵۰ - جام تخت جمشید : ۱۳۵۲، ۱۳۵۴                                              |                                           |                                           |
| ۲                                                                | فیروز امینیان                             | فروردین ۱۳۵۸                              | مهر ۱۳۵۹                                  | - جام اسپندی                                                                                         |                                           |                                           |
| ۳                                                                | حیدر بوستانی                              | مهر ۱۳۵۹                                  | شهریور ۱۳۶۰                               | |                                           |                                           |
| ۴                                                                | اکبر دیانی                                | شهریور ۱۳۶۰                               | آذر ۱۳۶۰                                  | |                                           |                                           |
| ۵                                                                | محمدرضا رضاییان                           | ۱۳۶۰                                      | ۱۳۶۱                                      | - جام باشگاه های تهران : ۱۳۶۱ - جام حذفی فوتبال تهران : ۱۳۶۱                                         |                                           |                                           |
| اداره باشگاه توسط شورای منصوب شده تربیت بدنی از سال ۱۳۶۱ تا ۱۳۶۵ |                                           |                                           |                                           | |                                           |                                           |
| ۶                                                                | محمدعلی دقت پور                           | آبان ۱۳۶۵                                 | بهمن ۱۳۶۵                                 | |                                           |                                           |
| ۷                                                                | عباس وکیل                                 | بهمن ۱۳۶۵                                 | خرداد ۱۳۶۷                                | - جام حذفی فوتبال ایران : ۱۳۶۶ - جام باشگاه های تهران : ۱۳۶۶ - جام حذفی فوتبال تهران : ۱۳۶۶          |                                           |                                           |
| ۸                                                                | محمد حسین اسلامی                          | خرداد ۱۳۶۷                                | ۱۳۶۸                                      | - جام باشگاه های تهران : ۱۳۶۷، ۱۳۶۸                                                                  |                                           |                                           |
| -                                                                | کاظم رحیمی                                | ۱۳۶۸                                      | خرداد ۱۳۶۹                                | |                                           |                                           |
| ۹                                                                | عباس انصاری فرد                           | خرداد ۱۳۶۷                                | آبان ۱۳۷۲                                 | - جام برندگان جام آسیا : ۹۱–۱۹۹۰ - جام باشگاه های تهران : ۱۳۶۹ - جام حذفی فوتبال ایران : ۷۱–۱۳۷۰     |                                           |                                           |
| ۱۰                                                               | امیر عابدینی                              | آبان ۱۳۷۲                                 | ۱۳۷۹                                      | - لیگ فوتبال ایران : ۱۳۷۴، ۷۶–۱۳۷۵، ۷۸–۱۳۷۷، ۷۹–۱۳۷۸ - جام حذفی فوتبال ایران : ۷۸–۱۳۷۷               |                                           |                                           |
| ۱۱                                                               | عباس انصاری فرد                           | ۱۳۷۹                                      | مهر ۱۳۸۰                                  | |                                           |                                           |
| ۱۲                                                               | علی میرزایی                               | مهر ۱۳۸۰                                  | اسفند ۱۳۸۰                                | - لیگ برتر ایران : ۸۱–۱۳۸۰                                                                           |                                           |                                           |
| ۱۳                                                               | اکبر غمخوار                               | خرداد ۱۳۸۱                                | خرداد ۱۳۸۳                                | |                                           |                                           |
| ۱۴                                                               | حجت الله خطیب                             | تیر{ ۱۳۸۳                                 | آذر ۱۳۸۴                                  | |                                           |                                           |
| ۱۵                                                               | محمدحسن انصاری فرد                        | آذر ۱۳۸۴                                  | اردیبهشت ۱۳۸۶                             | |                                           |                                           |
| ۱۶                                                               | حبیب کاشانی                               | ۲۷ خرداد ۱۳۸۶                             | ۲۸ خرداد ۱۳۸۷                             | - لیگ برتر ایران : ۸۷–۱۳۸۶                                                                           |                                           |                                           |
| ۱۷                                                               | داریوش مصطفوی                             | ۲ تیر ۱۳۸۷                                | ۱۶ دی ۱۳۸۷                                | |                                           |                                           |
| ۱۸                                                               | عباس انصاری فرد                           | ۱۶ دی ۱۳۸۷                                | ۱۹ خرداد ۱۳۸۸                             | |                                           |                                           |
| ۱۹                                                               | حبیب کاشانی                               | ۱۹ خرداد ۱۳۸۸                             | ۲۹ شهریور ۱۳۹۰                            | - جام حذفی فوتبال ایران : ۸۹–۱۳۸۸، ۹۰–۱۳۸۹                                                           |                                           |                                           |
| ۲۰                                                               | محمد رویانیان                             | ۲۹ شهریور ۱۳۹۰                            | ۲ بهمن ۱۳۹۲                               | |                                           |                                           |
| -                                                                | علی پروین                                 | ۲ بهمن ۱۳۹۲                               | ۸ اردیبهشت ۱۳۹۳                           | |                                           |                                           |
| ۲۱                                                               | علیرضا رحیمی                              | ۸ اردیبهشت ۱۳۹۳                           | ۱۹ شریور ۱۳۹۳                             | |                                           |                                           |
| -                                                                | بهروز منتقمی                              | ۱۹ شهریور ۱۳۹۳                            | ‌۳ آذر ۱۳۹۳                                | |                                           |                                           |
| ۲۲                                                               | حمیدرضا سیاسی                             | ۳ آذر ۱۳۹۳                                | ۱۵ آذر ۱۳۹۳                               | |                                           |                                           |
| -                                                                | علی اکبر طاهری                            | ۱۵ آذر ۱۳۹۳                               | ۲۶ بهمن ۱۳۹۳                              | |                                           |                                           |
| -                                                                | محمدحسین نژادفلاح                         | ۲۶ بهمن ۱۳۹۳                              | ۲۷ خرداد ۱۳۹۴                             | |                                           |                                           |
| ۲۳                                                               | علی اکبر طاهری                            | ۲۷ خرداد ۱۳۹۴                             | ۱۴ آبان ۱۳۹۶                              | - لیگ برتر ایران : ۹۶–۱۳۹۵                                                                           |                                           |                                           |
| ۲۴                                                               | حمیدرضا گرشاسبی                           | ۱۴ آبان ۱۳۹۶                              | ۱۵ آذر ۱۳۹۷                               | - لیگ برتر ایران : ۹۷–۱۳۹۶ - سوپر جام فوتبال ایران : ۱۳۹۷                                            |                                           |                                           |
| ۲۵                                                               | ایرج عرب                                  | ۲۰ آذر ۱۳۹۷                               | ۵ شهریور ۱۳۹۸                             | - لیگ برتر ایران : ۹۸–۱۳۹۷ - جام حذفی فوتبال ایران : ۹۸–۱۳۹۷                                         |                                           |                                           |
| ۲۶                                                               | محمدحسن انصاری فرد                        | ۵ شهریور ۱۳۹۸                             | ۲۰ اسفند ۱۳۹۸                             | - سوپر جام فوتبال ایران : ۱۳۹۸                                                                       |                                           |                                           |
| ۲۷                                                               | مهدی رسول پناه                            | ۲۰ اسفند ۱۳۹۸                             | ۲ آبان ۱۳۹۹                               | - لیگ برتر ایران : ۹۹–۱۳۹۸                                                                           |                                           |                                           |
| ۲۸                                                               | جعفرسمیعی                                 | ۸ آبان ۱۳۹۹                               | ۱۴ شهریور ۱۴۰۰                            | - لیگ برتر ایران : ۱۴۰۰–۱۳۹۹ - سوپر جام فوتبال ایران : ۱۳۹۹                                          |                                           |                                           |
| -                                                                | مجید صدری                                 | ۱۶شهریور ۱۴۰۰                             | ۲۲ دی ۱۴۰۰                                | |                                           |                                           |
| ۲۹                                                               | رضا درویش                                 | ۲۲ دی ۱۴۰۰                                | متصدی                                     | - لیگ برتر ایران : ۰۲–۱۴۰۱، ۰۳–۱۴۰۲ - جام حذفی فوتبال ایران : ۰۲–۱۴۰۱ - سوپر جام فوتبال ایران : ۱۴۰۲ |                                           |                                           |